# Dwuteownik

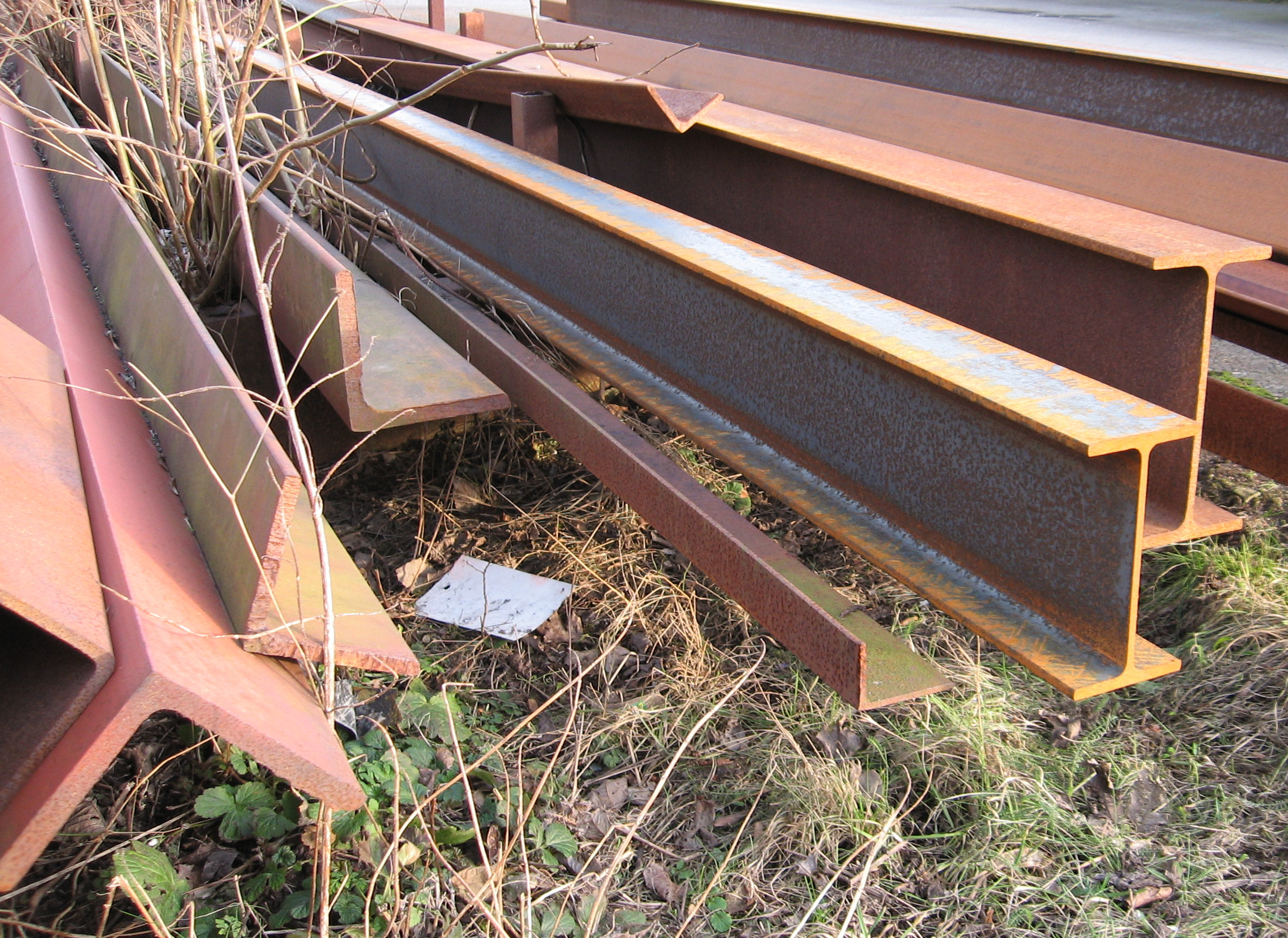
Dwuteownik

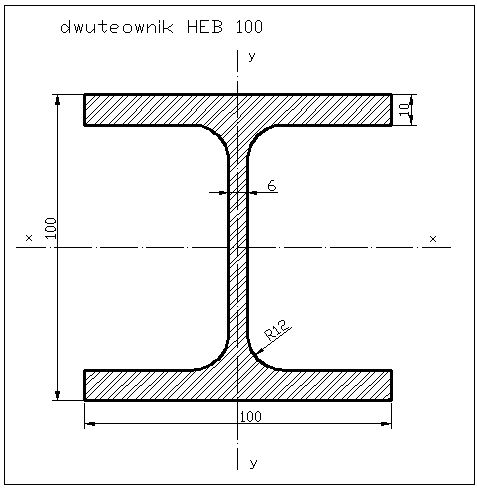
Przekrój poprzeczny dwuteownika HEB 100

Dwuteownik – kształtownik, którego przekrój poprzeczny ma kształt dwóch zetkniętych pionowymi kreskami liter „T” (stąd też jego nazwa).

## Klasyfikacja
Podział:
- dwuteowniki szerokostopowe (H) - HEA, HEB, HEM
- dwuteowniki zwykłe (I) - IPE, IPN[1]

Zakres produkcyjny dwuteowników stalowych wynosi od 80 do 1000 mm

## Normy
Polskie normy, według których produkowane są dwuteowniki, to norma PN-EN 10034:96, dotycząca dopuszczalnych odchyłek wymiarowych i kształtu, norma PN-EN 10024:1998 oraz 10306:2004 (badania ultradźwiękowe).

## Zastosowanie
Szeroko stosowane w budownictwie, jako elementy nośne w konstrukcjach budynków, zarówno w poziomie (belki), jak i w pionie (słupy).